# Terfezia arenaria
Terfezia arenaria är en svampart som först beskrevs av Giuseppe Giacinto Moris, och fick sitt nu gällande namn av Trappe 1971. Terfezia arenaria ingår i släktet Terfezia och familjen Pezizaceae.   Inga underarter finns listade i Catalogue of Life.

## Bildgalleri

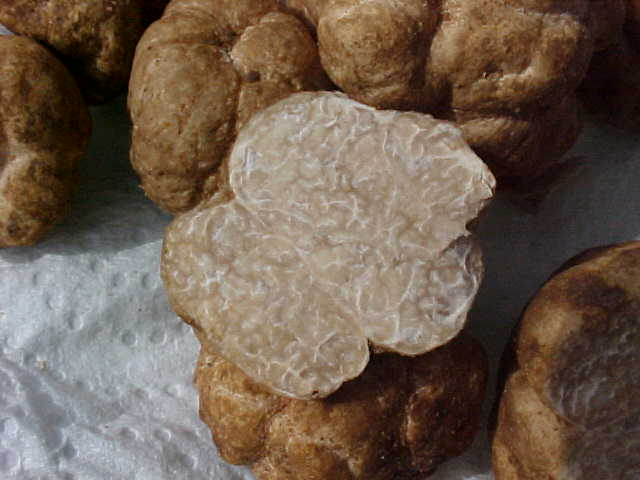